# Letecký spotting

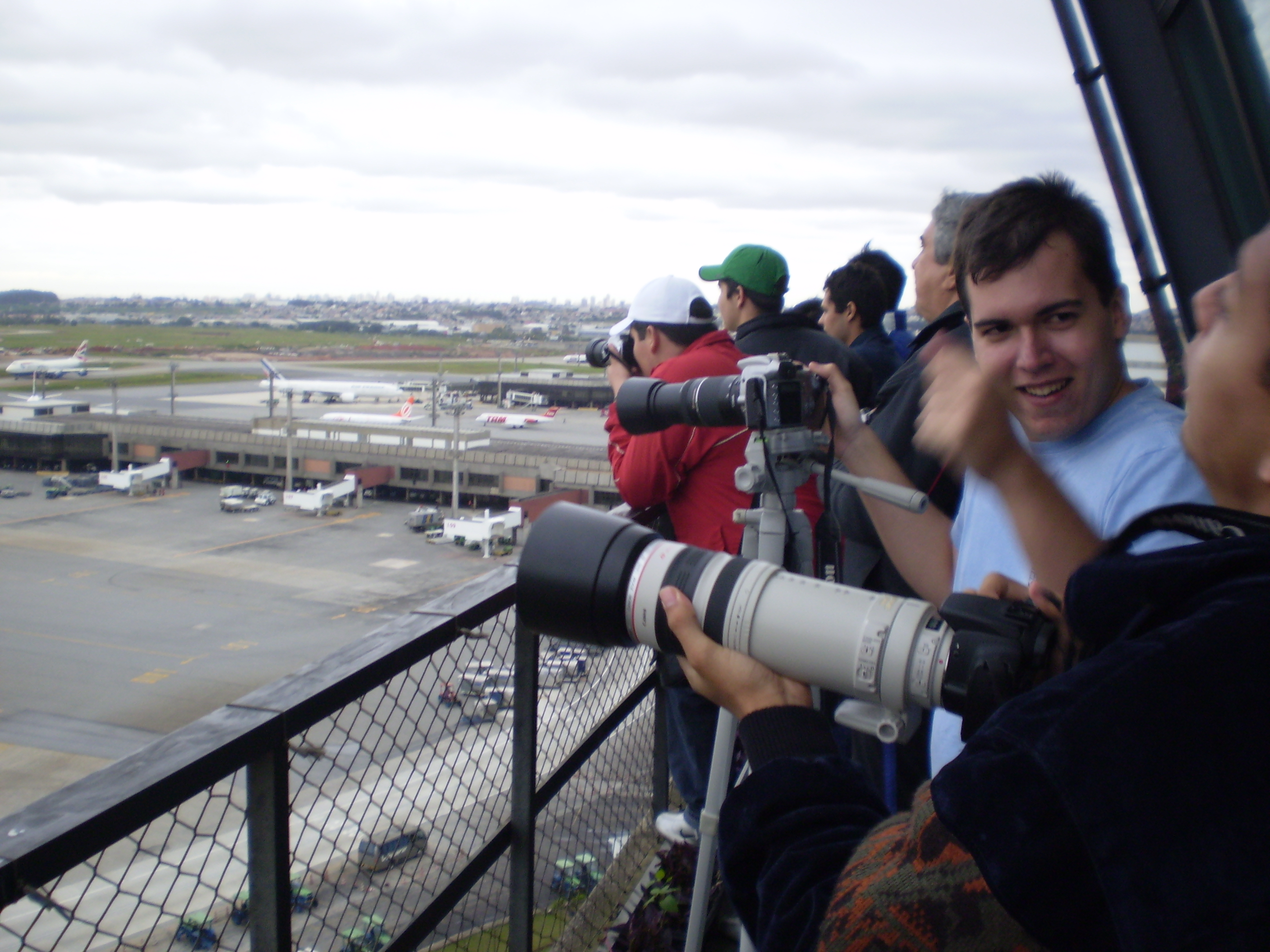
Spotteři na Mezinárodním letišti São Paulo-Guarulhos

Letecký spotting (anglicky aircraft spotting či plane spotting, z to spot = stopovat, pátrat, sledovat) je činnost, kterou se zabývají fotografové čekající v blízkosti letiště a fotografující letadla. Těm se říká (letecký) spotter. Spotteři jsou fascinováni letadly, sledují jejich vzlety, přistání i pohyb ve vzduchu a to vše zaznamenávají na fotografiích.
Vyhledávanou lokalitou se pro nízko letící civilní letadla stala pláž Maho v jižní nizozemské části Sint Maarten ostrova Svatý Martin, k fotografování Západních vojenských letadel mimo letecké přehlídky a letiště jsou oblíbené svahy a vrchy ohraničující velšský Mach Loop.

## Letecký spotting u Letiště Praha

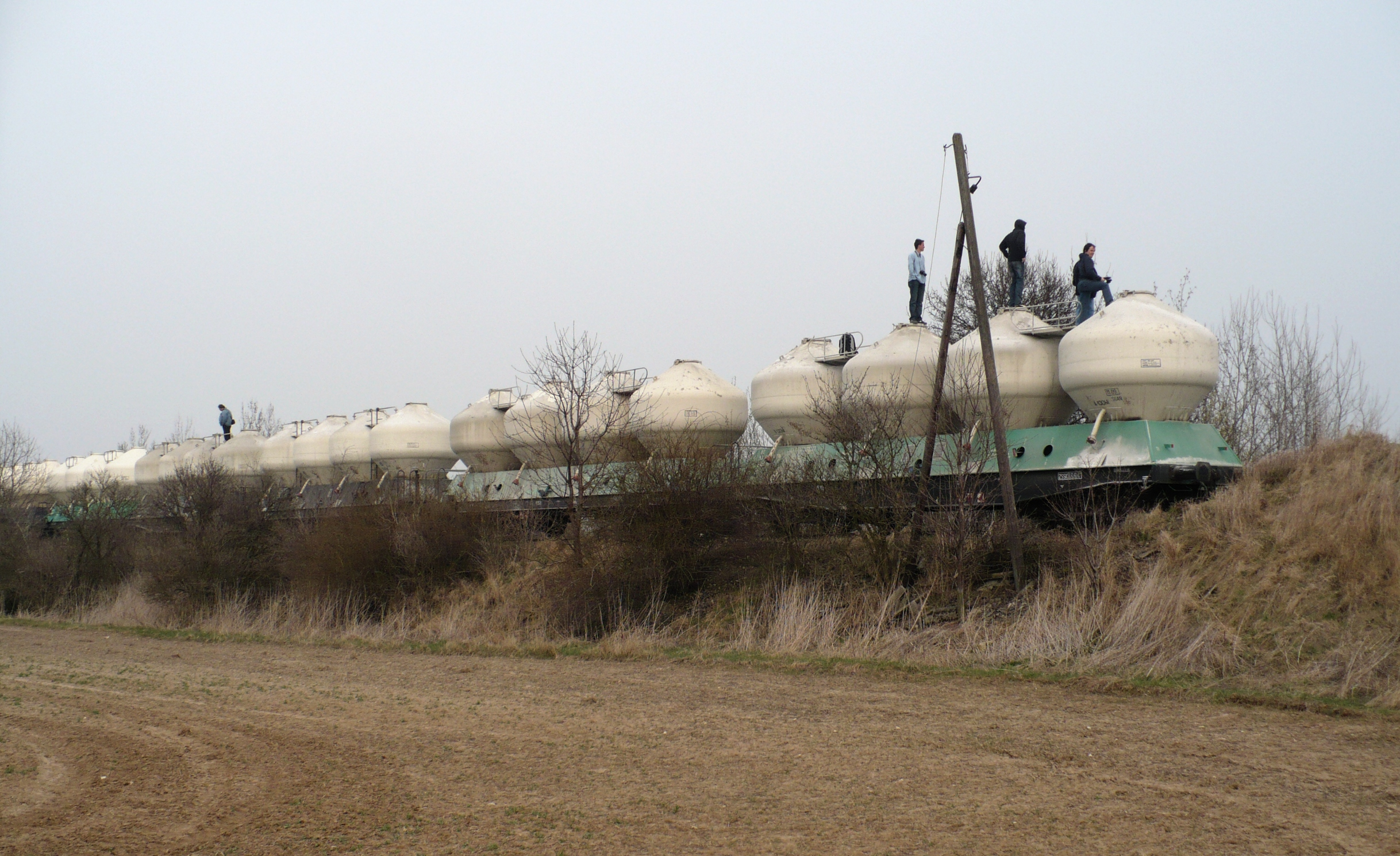
Spotteři u pražského letiště očekávají odlet prezidenta Obamy

Letečtí spotteři na pražském letišti vytipovali a zveřejňují 19 stanovišť. Správa letiště vychází spottingu vstříc tím, že do oplocení jsou na několika místech vsazeny otvory se zpevněným okrajem pro objektivy fotoaparátů a jinde jsou navršeny pozorovací valy umožňující fotografování nad plotem.

### Letecký spotting online
Od roku 2015 provozuje portál iDNES.cz (dříve pod značkou Playtvak.cz) online živý přenos z hlavní dráhy RWY 06/24 v rámci pořadu Slow TV. Od roku 2019 provozuje obdobný přenos také internetová platforma Mall.tv.

## Fotogalerie

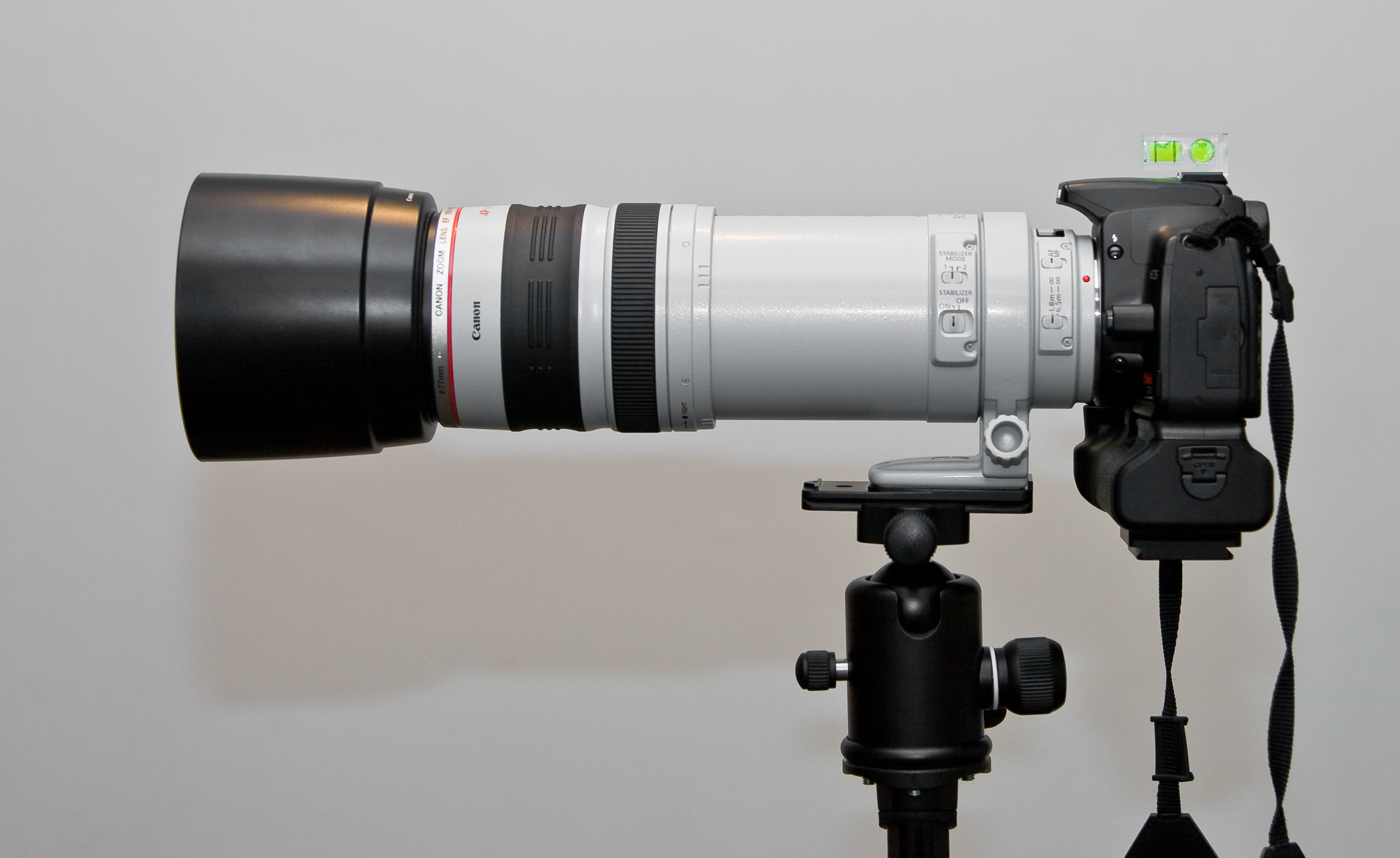
Možné vybavení spottera